# Woodstock 2
Woodstock 2 (auf dem Cover: woodstock two) ist das zweite Livealbum des Woodstock-Festivals von 1969. Die zwei LPs enthalten weitere Titel der Musiker des ersten Woodstock-Albums sowie Stücke von Mountain und Melanie. Woodstock 2 erschien 1971 als Doppel-LP (Cotillion SD 2-400) und wurde 1994 als Doppel-CD herausgegeben.
Das Album wurde dem im Jahre zuvor verstorbenen Jimi Hendrix gewidmet.
Ebenfalls 1994 erschien die 4-CD-Box Woodstock: Three Days of Peace and Music mit den Titeln der beiden Woodstock-Livealben, bei denen Ansagen, Gespräche der Musiker, Publikumsgesang und Ähnliches entfernt wurden, sowie bisher unveröffentlichten Aufnahmen des Festivals.

## Titelliste

### Seite 1
1. Jam Back at the House (Jimi Hendrix) – 7:28
2. Izabella (Jimi Hendrix) – 5:04
3. Get My Heart Back Together (Jimi Hendrix) – 8:02
  - Titel 1–3: Jimi Hendrix

### Seite 2
1. Saturday Afternoon / Won’t You Try (Paul Kantner) – 5:54
2. Eskimo Blue Day (Grace Slick & Paul Kantner) – 6:22
  - Titel 1–2: Jefferson Airplane
3. Everything’s Gonna Be Alright (Walter Jacobs) – 8:36
  - Titel 3: The Butterfield Blues Band

### Seite 3
1. Sweet Sir Galahad (Joan Baez) – 3:58
  - Titel 1: Joan Baez
2. Guinnevere (David Crosby) – 5:20
3. 4 + 20 (Stephen Stills) – 2:23
4. Marrakesh Express (Graham Nash) – 2:32
  - Titel 2–4: Crosby, Stills, Nash & Young
5. My Beautiful People (Melanie Safka) – 3:45
6. Birthday of the Sun (Melanie Safka) – 3:21
  - Titel 5–6: Melanie

### Seite 4
1. Blood of the Sun (Leslie West, Felix Pappalardi & Gail Collins) – 3:35
2. Theme for an Imaginary Western (Jack Bruce & Peter Brown) – 5:03
  - Titel 1–2: Mountain
3. Woodstock Boogie (Robert Hite, Jr.) – 12:55
  - Titel 3: Canned Heat
4. Let the Sunshine In (Galt MacDermot, James Rado & Gerome Ragni) – 0:50
  - Track 4: Gesungen von den Zuhörern während des Unwetters nach dem Auftritt von Joe Cocker (“Audience During Sunday Rainstorm”)